# 夜色无边 (电台节目)
夜色无边是广东电台的一档音乐节目，前身为同一时段的节目天空之城。现时节目主持为林荣骏，嘉宾为星座顾问（称为观星台的女人）和邓志豪，于周一至五晚上22:00-00:00在广东电台音乐之声进行直播。实际上，节目也包含了电影、星座与情感等内容，并以此来吸引年轻人的收听。该节目已于2014年5月18日停止播出。

## 环节

### 22:00-23:30
通常，两个嘉宾在一星期内只会分别出现一次，因此节目内容也会作相应调整。
- 无嘉宾时
  - 主持人会设定一个话题，并放上微博，一般会播放歌曲，并在歌曲间隙与听众围绕话题进行互动。
  - 有时会为参与互动的听众送出奖品。
- 有嘉宾时
  - 星座顾问出现时，会由主持人读出听众关于星座的问题，由她进行解答。23:00后会改为解答情感问题。
  - 邓志豪出现时，主持人会设定一个关于电影的话题，为参与互动的听众送出电影票。同时，主持人亦会与嘉宾讨论近期上映的两部电影。22:30时接通上星期收到电影票听众的电话，由其分享观看后的感受。

### 23:30-00:00

#### 周二、四
- Ai In The Sky
  - 名称中的“Ai”取自“爱”字的拼音。
  - 听众将情感故事发送至主持人邮箱，由主持人制作成剧场版在节目中播出。

#### 周一、三、五
- 播出由主持人收集的听众录音。
- 听众会在录音中分享自己的故事。